# Schloss und Schlosspark Saffig

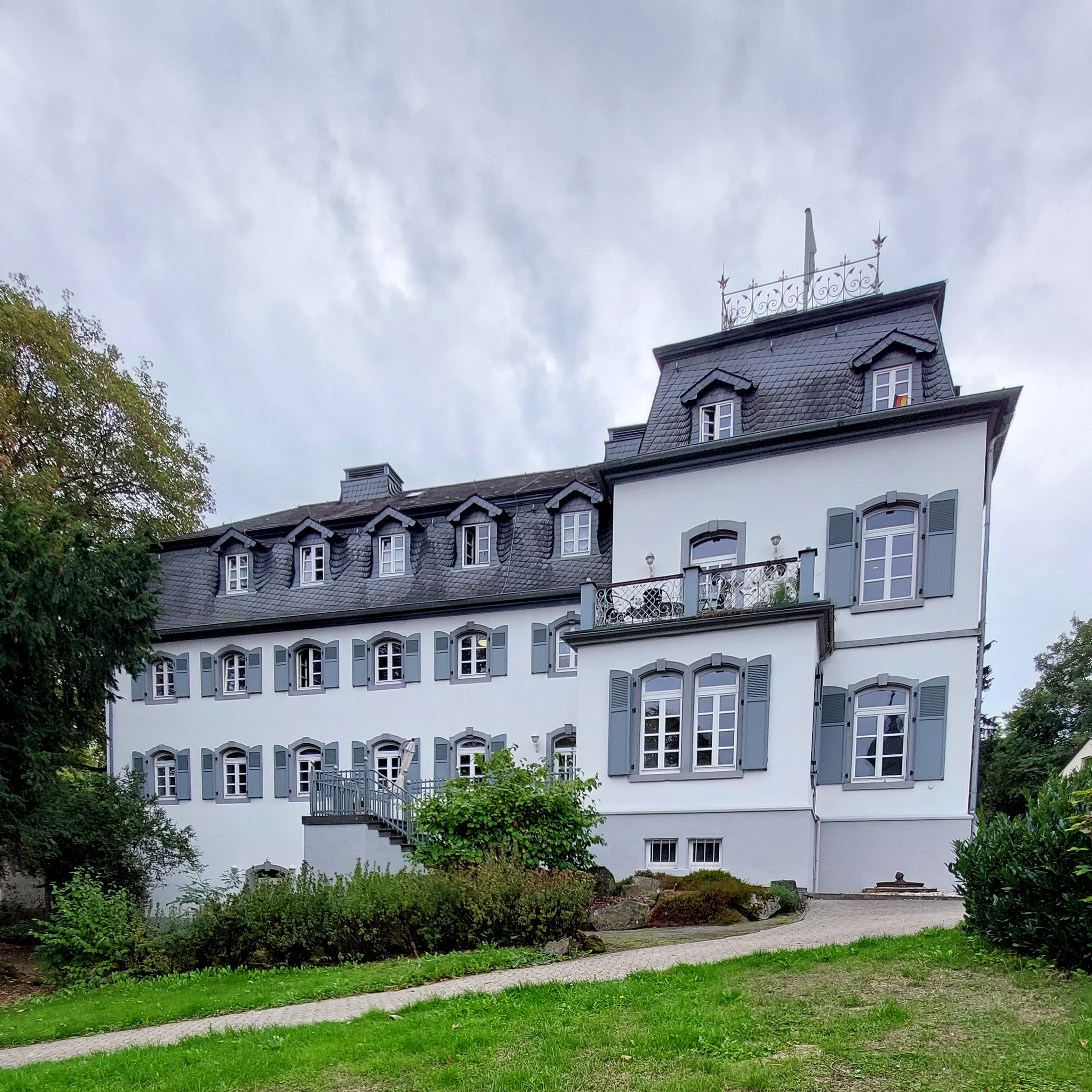
Das „Schlösschen“ heute.

Das Schloss und der Schlosspark Saffig in Saffig im Landkreis Mayen-Koblenz gehen auf das Grafengeschlecht Von der Leyen zurück. Heute befindet sich die denkmalgeschützte Gesamtanlage im Besitz der Barmherzigen Brüder Saffig (BBT-Gruppe). Inmitten des Schlossparks befinden sich das im Volksmund als „Schlösschen“ bezeichnete Schloss, das „Kutscherhaus“ und ein Grottenpavillon am Schlossweiher. Das weitläufige Gelände grenzt an die von Balthasar Neumann errichtete Barockkirche St. Cäcilia und die Einrichtung der Barmherzigen Brüder Saffig. Im Schloss befindet sich ein Gästehaus mit Übernachtungs- und Tagungsmöglichkeiten, ein Café und ein Museum.

## Geschichte
Bereits die Kelten und Römer nutzten die Quelle im Saffiger Schlosspark zur Frischwasserversorgung und Kulthandlungen. So können im direkten Umfeld gleich mehrere Siedlungen und Grabstätten aus dem 1. Jahrhundert v. Chr. nachgewiesen werden. Im Schlosspark lassen sich an einer ca. 15 Meter hohen Basaltwand römische und frühmittelalterliche Abbauspuren nachweisen.
Durch Grabfunde und Siedlungsspuren der 2. Hälfte des 6. Jahrhunderts n. Chr. kann davon ausgegangen werden, dass spätestens zu dieser Zeit eine Siedlung gegründet wurde, deren Name erstmals 1258 als „Saffge“ überliefert ist. Vermutlich bildeten ein oder zwei Gehöfte den Anfang des späteren Schlossareals.
Ein urkundlich als „veste Haus“ genanntes Wohngebäude scheint im Mittelalter der Sitz der jeweiligen Herren von Saffig gewesen zu sein. Der mit einem Treppengiebel versehene, mindestens zweigeschossige Bau grenzte unmittelbar an die Hauptstraße.
1481 erhielten die Grafen von der Leyen den Ort als Lehen. Mit ihnen begann eine weitreichende bauliche Veränderung des zuvor eher schlichten und bäuerlich geprägten Ortes hin zu einer gräflichen Residenz. Neben der Dorfkirche und dem „vesten Haus“ entstanden weitere steinerne und repräsentative Wohngebäude, die im Laufe der Jahrhunderte zu einer Gesamtanlage mit angrenzenden Park ausgebaut wurden.
Um das Jahr 1720 wurde mit dem Bau der beiden noch bestehenden Schlossgebäude begonnen. Während das Kutscherhaus im Laufe der folgenden Jahrhunderte nur geringfügige Veränderungen erfuhr, wurde das ehemalige Schloss stark umgestaltet. Der heutzutage noch vorhandene Teil, im Volksmund bekannt als „Schlösschen“, dürfte den Nordflügel des Hauptgebäudes dargestellt haben. Insbesondere der umgebende Schlosspark findet mit seiner üppigen Ausstattung häufig in der Literatur des 18. Jahrhunderts Erwähnung. Die unmittelbar neben dem Schlosspark befindliche Barockkirche von Balthasar Neumann aus dem Jahr 1742, zeugt von der Bedeutung der Herrschaft Saffig für die Grafen von der Leyen in dieser Zeit.

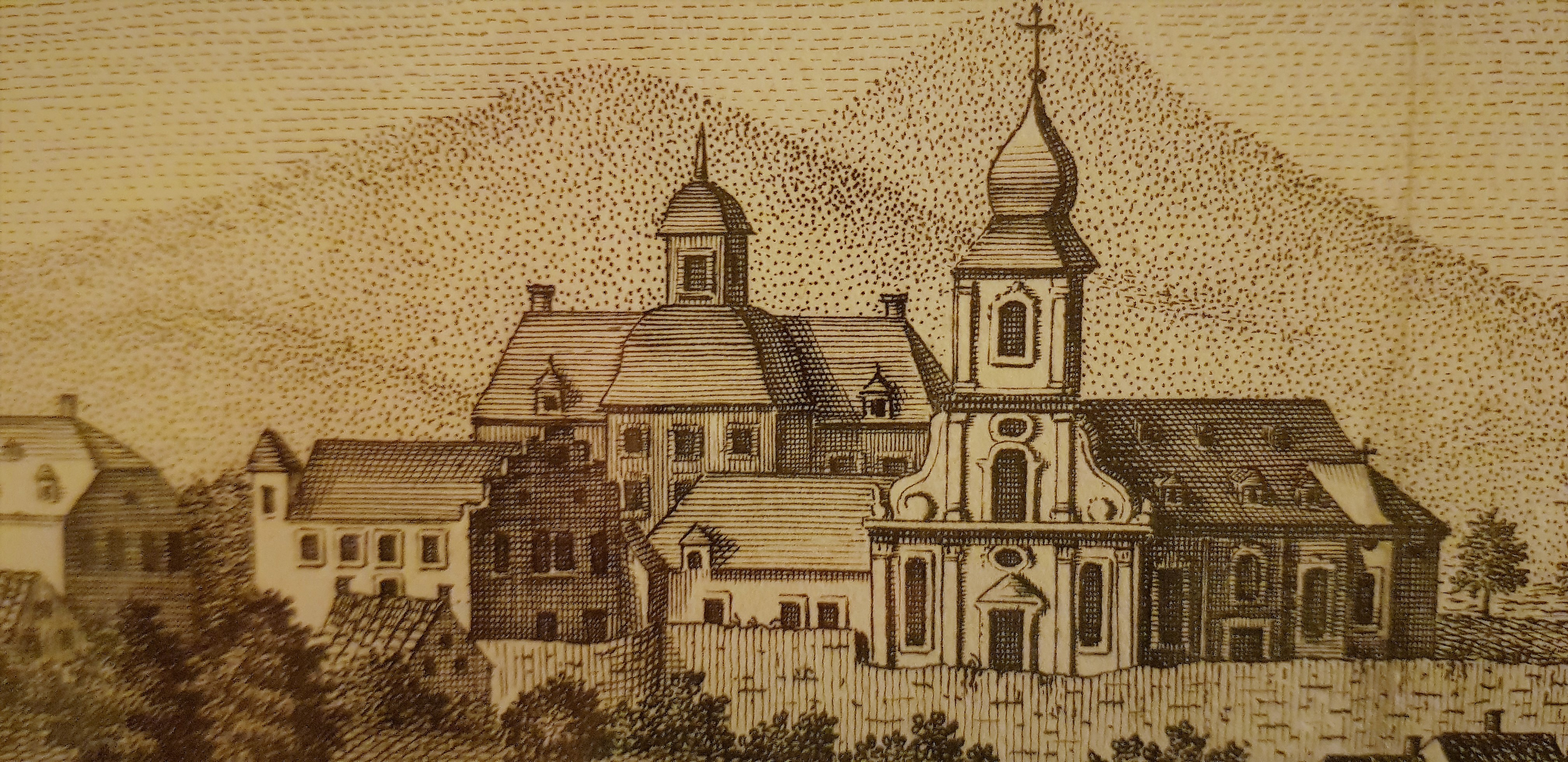
„Schlösschen“ im Jahr 1785

Mit dem Einmarsch der französischen Revolutionsarmee im Oktober 1793 wurde aus dem einstigen Herrschaftssitz ein Lazarett für verwundete Soldaten. 300 Betten wurden im Schloss Saffig aufgestellt. Durch einen Brand stürzten Teile des Schlosses in sich zusammen. Die letzte Gräfin der Herrschaft Saffig, Marianne von der Leyen, hielt in ihrem Tagebuch aus dem Jahr 1793 fest: „Saffig war verloren, das liebliche Schloss, mit herrlichem Park und Garten. Seine schönsten Obstbäume und Alleen wurden zusammengehauen, die Statuen zertrümmert, die kostbare Wasserleitung ihrer Bleiröhren wegen zerrissen.“
Die Veräußerung des Schlossareals in private Hand führte um 1810 zu einer umfassenden Umgestaltung des gesamten Geländes. Der neue Eigentümer Hugo Burret ließ das „in Schutt und Asche liegende Schloss“ bis auf einen Flügel abreißen und in der heutigen Erscheinungsform umbauen. Das Parkgelände wurde dem Stil des 19. Jahrhunderts angepasst.
Die Familie Burret veräußerte ab dem Jahr 1923 Teile des Schlossparks an die Barmherzigen Brüder, im Jahr 1928 ging der gesamte Komplex mit den Schlossgebäuden in den Besitz der Ordensgemeinschaft über. Dieser nutzen den Gebäudekomplex zunächst als Sanatorium für ältere Brüder.
Im 2. Weltkrieg übernimmt die Wehrmacht das benachbarte Brüderkrankenhaus und richtet ein Reservelazarett ein. Das Schlösschen wird zum Offiziersheim, das Kutscherhaus zum Schwesternwohnheim umfunktioniert.
In den Nachkriegsjahren dienen die Gebäude zunächst als Unterkunft für Vertriebene. In den 1960er bis 1980er Jahren fallen aufgrund umfangreicher Baumaßnahmen für einen neuen Kirchenanbau, verkehrsbedingte Veränderungen der Hauptstraße, dem Bau des Peter-Friedhofen-Platzes und dem Zeitgeist jener Epoche weitere prägende Elemente des Parks sowie bauhistorische Besonderheiten zum Opfer. Dennoch hat sich der Schlosspark seinen Ursprungscharakter in weiten Teilen erhalten können.
Eine erste Rückbesinnung auf die Besonderheiten des gesamten Geländes erfolgte Anfang der 2000er Jahre. Im Jahr 2024 konnte eine umfassende Sanierung der Gebäude abgeschlossen werden.

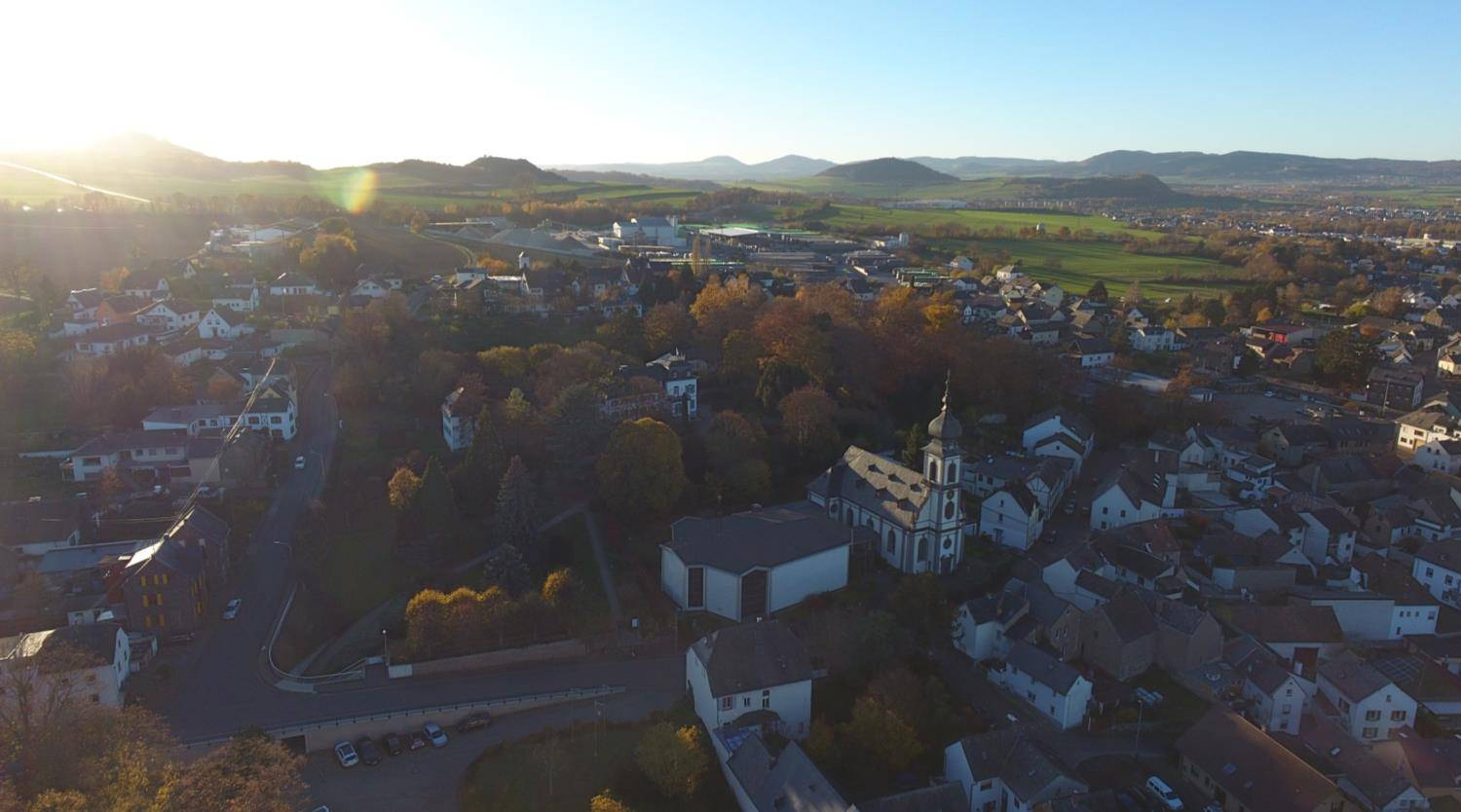
Luftbild vom Schlosspark Saffig

## Heutige Nutzung
Schloss Saffig beherbergt ein Gästehaus mit Café und Veranstaltungsräumen, das als Inklusionsbetrieb durch die Einrichtung der Barmherzigen Brüder Saffig geführt wird. Das Gästehaus beschäftigt eine Mitarbeiterquote von 50 Prozent schwerbehinderter Personen und betont seine Verpflichtungen zur Vielfalt.
Im Kellergewölbe befindet sich ein kleines Museum zur Geschichte des Ortes Saffig und des Schlossareals.
Das Parkgelände ist für Besucher frei zugänglich.